# Themis (mythologie)

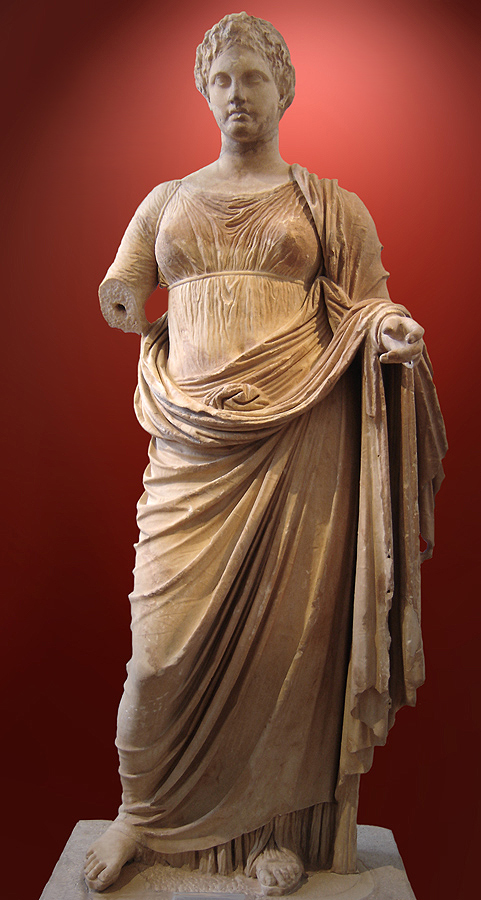
Beeld van Themis

Themis (Grieks: Θέμις) was in de Griekse mythologie een Titanide en de personificatie van orde en recht. De nadruk lag hierbij op de goddelijke gerechtigheid. Ze heerste over de oudste Orakels (inclusief het Orakel van Delphi, voordat deze functie werd overgenomen door Apollo), en was de goddelijke stem die de mensheid onderwees in de fundamentele wetten van gerechtigheid en zedenleer. Verder was ze de belangrijkste raadgeefster van de oppergod Zeus.

## Oorsprong en nakomelingen
Als Titanide was Themis een dochter van Uranus en Gaea. Ze gold als de moeder van de Horae (seizoenen of tijdspannen) en de Moiren (schikgodinnen). Na Gaea bestierde zij het orakel van Delphi, dat later aan Apollo zou behoren.

## Moderne verering
Veel neopaganisten geloven in Themis als de godin van de deugden en gerechtigheid. Ze weegt de deugden van de doden af tegen hun zonden, en geeft raad aan Hades, die vervolgens besluit welk lot de ziel te wachten staat. Themis wordt gezien als een zeer meelevende, vriendelijke godin en is dan ook zeer populair. Behalve chanten, bidden, offeren en andere manieren waarop men de goden kan aanbidden, wordt ook liefdadigheid gezien als een vorm van Themis eerbiedigen.